# 随想録 (アルバム)
『随想録』（エッセイ）は、シンガーソングライター・さだまさしのライヴ・アルバムである。

## 概要
『随想録』は1978年から1979年までのライヴ・テイクからの編集盤である。楽曲だけでなく、ステージでのトークや休憩時間の余興まで収録されており、発表当時の公演形態（2部構成+アンコール）にあわせ、さだまさしコンサートに仕立てられている。
初出のLPでは、第1部・第2部をそれぞれDISC1・2にまとめたLP2枚組と、アンコール・ディスクとしてシングル盤1枚を付属した計3枚組仕様であった。最大可能収録時間の違いもあり、カセット・テープ版や再発されたCD盤では2枚組にまとめられている。

## 収録曲（アナログ盤）

### DISC 1

#### アナログA面
1. overture〜交響楽（シンフォニー）
1978年11月3日 名古屋市民会館
2. きみのふるさと
1979年7月2日 大阪フェスティバルホール
3. 案山子
1979年9月2日 新宿厚生年金会館
4. 秋桜（コスモス）
1979年9月2日 新宿厚生年金会館

#### アナログB面
1. 最終案内
1978年11月3日 名古屋市民会館
2. 敗戦投手
1978年11月3日 名古屋市民会館
結婚直前に婚約破棄された男の惨めさをサヨナラ・ホームランを浴びたピッチャーにたとえてコミカルに歌う。このライヴ・アルバム中唯一オリジナル・アルバムにもシングルにも収録されていない楽曲であったが（替え歌である「雨どりや」を除く）、2007年発売の「LIVE BEST」に収録された。
間奏部分にフベンティーノ・ローサス作曲のワルツ「波濤を越えて」の旋律が引用されている[1]。
3. 第三病棟
1978年11月2日 大阪フェスティバルホール
さだが「ピアノ弾き語り」と称してトイ・ピアノを演奏する。
4. 晩鐘
1978年11月1日 大阪フェスティバルホール

### DISC 2

#### アナログC面
1. 休憩〜 雨どりや
1979年5月12日 いわき市平市民会館
タイトルで「どりや」の3文字には傍点が打たれており、本人のヒット曲「雨やどり」の替え歌であることを強調していた。
この歌は、当時のコンサートでは休憩中にメンバーの気が向いた時に披露されていた。当初レコーディングの予定は無かったが、資料用に録音していたカセットテープから収録した。そのためこの曲のみモノラルとなっている。
2. 関白宣言
1979年8月28日 歌舞伎座
3. 木根川橋
1979年9月2日 新宿厚生年金会館
4. 療養所（サナトリウム）
1979年8月28日 歌舞伎座

#### アナログD面
1. MC〜転宅
1979年9月2日 新宿厚生年金会館
2. 掌
1979年8月28日 歌舞伎座
3. 飛梅
1978年11月3日 名古屋市民会館
4. つゆのあとさき
1978年11月3日 名古屋市民会館

### DISC 3

#### アナログE面
1. ひき潮
1979年8月28日 歌舞伎座

#### アナログF面
1. epilogue〜天までとどけ（レコードヴァージョン）

## 収録曲（CD）

### DISC1
1. overture〜交響楽（シンフォニー）
2. きみのふるさと
3. トーク(1)
4. 案山子
5. 秋桜（コスモス）
6. 最終案内
7. トーク(2)
8. 敗戦投手
9. トーク(3)
10. 第三病棟
11. 晩鐘

### DISC2
1. 休憩〜 雨どりや
2. 関白宣言
3. トーク(4)
4. 木根川橋
5. 療養所（サナトリウム）
6. トーク(5)
7. 転宅
8. 掌
9. 飛梅
10. トーク(6)
11. つゆのあとさき
12. ひき潮
13. epilogue〜天までとどけ（レコードヴァージョン）

- すべて作詩・作曲：さだまさし
- カセットテープ盤では、Side-B以降から収録曲を1曲ずつ前面に移動させ、アンコールシングルの2曲もSide-Dに収録された。

## 参加したミュージシャン
- 共通
  - リード・ボーカル：さだまさし（ヴァイオリン・ソロ D面1/トイピアノ B面3）
  - アコースティックギター：さだまさし
  - エレキギター：福田幾太郎
  - ベース：福田郁次郎
  - ドラムス：山本富士男
  - マリンバ、パーカッション：宅間久善

- 1978年11月1日/1978年11月2日 大阪フェスティバルホール
- 1978年11月3日 名古屋市民会館
  - アコースティックギター：谷康一
  - ピアノ：島健
  - フルート：大住修二、榎本修一（サクソフォーン）
  - オーボエ：山本安洋
  - ホルン：藤田乙比古
  - ストリングス：パールレディース・アンサンブル

- 1979年5月12日 いわき市平市民会館
- 1979年7月2日 大阪フェスティバルホール
- 1979年8月28日 歌舞伎座
- 1979年9月2日 新宿厚生年金会館
  - アコースティックギター：坂元昭二
  - ピアノ：信田一男
  - ストリングス：新日本フィルハーモニー交響楽団（C面2.4 E面1）・山本直純（指揮）、アンサンブル・オズムジカ（A面3）